# Привидение школы Томпсона
«Привидение школы Томпсона» (англ. The Haunting at Thompson High; другое название «Призрак школы Томпсон») — канадский фильм ужасов 2006 года режиссёра Шона Кистерны. Фильм вышел сразу на видео.

## Сюжет
Один из учителей школы по фамилии Майер после окончания уроков оставляет в классе под арестом трёх учеников — Джейми, Нэнси и Ксандера. После этого он звонит их родителям домой и сообщает о том, что ученики ушли на экскурсию. В это время школа уже абсолютно пуста и в ней, кроме учителя и трёх учеников, никого нет. К тому же Майер после звонка запирает все входы и выходы на ключ, который есть только у него. Ученики же были отобраны не случайно, ибо каждый из них отличался хулиганистым характером и нередко унижал других учеников. Оставшись одни, они начали спорить друг с другом и выяснять отношения на темы стереотипов в кинематографе и культуры хип-хопа.
Определённое время поговорив на животрепещущие для себя темы ученики решили выбраться из класса и обнаружили, что это не так уж и сложно, ибо дверь была открыта. Выбравшись из класса они обнаруживают, что школа уже закрыта на ночь. Однако подростки выбираться из здания школы не торопятся, а решают остаться и немного повеселиться, чему способствует Ксандер, достав из кармана пакетик «травки». Но тут компания начинает ощущать, что в школе стало происходить что-то неладное: мигает свет, на классных досках появляются надписи мелом Dead Meat, по громкой связи слышатся нечленораздельные звуки и т. д. Наконец вскоре появляется и главный виновник этих событий — призрак мальчика Эллиота Мэгина, который в прошлом покончил жизнь самоубийством, утопившись в школьном бассейне.

## В ролях
| Актёр             | Роль                |
| ----------------- | ------------------- |
| Том Болтон        | мистер Джим Майер   |
| Джон Суза младший | Джейми Бейкер       |
| Даниэль Швебель   | Нэнси Тиган         |
| Омар Мартиндейл   | Тайсон "Ти" Ксандер |
| Саманта Кистерна  | миссис Бейкер       |
| Джон Менарди      | тренер              |